# Jannik Sinner
Jannik Sinner (Innichen, 16 de agosto de 2001) é um tenista italiano. Atual número 1 do mundo no ranking da ATP. Sinner tornou-se o primeiro italiano a alcançar o número 1 do mundo no ranking de simples da ATP em 10 de junho de 2024. 
Além dos títulos de majors na Austrália e no EUA, destacam-se também seus quatro títulos de Masters 1000: 1 em Toronto Open no ano de 2023, outro em Miami Open no ano de 2024, além de Cincinnati Open, também em 2024, e por último o Shanghai Open no mesmo ano. 
Sinner foi campeão do relevante torneio ATP Finals em 2024 e vice-campeão em 2023, vencendo seu primeiro título ATP em seu país de origem, a Itália. 
Conquistou também o título do torneio de exibição "Six Kings Slam" em 2024, que reuniu 6 grandes jogadores (Medvedev, Nadal, Djokovic, Rune, Alcaraz e o próprio Sinner); tendo recebido como campeão o maior prêmio já ganho no circuito masculino de tênis, no valor de 6 milhões de dólares americanos. 
Possuí a segunda melhor marca de sets seguidos vencidos contra tenistas top 10, (24), estática iníciada em 1973. McEnroe é o 1° colocado com (28). 
Pelo seu país, conquistou com seus companheiros de equipe a Copa Davis de 2023 e 2024, importantes títulos para sua carreira e históricos para seu país.
Muitos especialistas em esportes o classificam como um dos grandes nomes do tênis contemporâneo juntamente com Carlos Alcaraz, seu principal rival.

## Treinadores
Quando Sinner começou a priorizar o tênis em relação ao ski, aos treze anos, ele foi treinado por Riccardo Piatti, que também foi treinador de meio período de Novak Djokovic e Milos Raonic. Na época, ele também começou a trabalhar com Andrea Volpini e Massimo Sartori, o último dos quais foi treinador de longa data de Andreas Seppi. Até 2022 , ele continuou a trabalhar com Piatti como seu treinador principal e Volpini como seu segundo treinador. Sua equipe também foi composta pelo fisioterapeuta Claudio Zimaglia e o preparador físico Dalibor Sirola. 
Atualmente, Sinner é treinado pelo italiano Simone Vagnozzi e pelo australiano Daren Cahill. Até agosto de 2024, sua equipe também foi formada pelo fisioterapeuta Giacomo Naldi e pelo preparador físico Umberto Ferrara, que foram demitidos em decorrência de um incidente envolvendo doping. 
Em setembro de 2024, Sinner anunciou a chegada de Marco Panichi e Ulises Badio, ambos ex-integrantes da equipe técnica de Novak Djokovic , em substituição a Ferrara e Naldi - que afirma, entretanto, ainda possuir boa relação com o jogador. 

## Vida pessoal
Sinner reside em Monte Carlo, em Mônaco. Ele é torcedor do clube de futebol A.C. Milan. Um de seus ídolos no tênis é o compatriota Andreas Seppi, que também é de Bolzano. Ele aspira superar Seppi em termos de conquistas. Por essa razão, seus principais ídolos são Roger Federer e Novak Djokovic.

## Patrocinadores
Sinner tem contrato com grandes marcas italianas e internacionais. Entre elas, destacam-se a parceria com a fabricante de roupas esportivas Nike, com a grife de alto luxo Gucci, com a marca de relógios Rolex e com a produtora de café Lavazza. 
Outras colaborações incluem as empresas Intesa Sanpaolo, La Roche-Posay, Fastweb, De Cecco, Enervit, Pigna e Panini.

## Controvérsia
Jannik Sinner testou positivo duas vezes para um esteroide anabolizante proibido. O incidente ocorreu no ATP de Indian Wells de 2024. No entanto, a sanção incluiu apenas a perda do prêmio em dinheiro e dos pontos correspondentes, mas nenhum tempo de suspensão, porque um tribunal independente da Agência Internacional de Integridade do Tênis, que anunciou o caso, decidiu que a ingestão havia sido acidental.
O fisioterapeuta do italiano havia usado um remédio para um corte em seu dedo e, ao massagear sem luva, acabou contaminando Sinner. Responsável pela investigação, a Agência Internacional de Integridade do Tênis aceitou essa versão porque realizou uma investigação que incluiu entrevistas aprofundadas com Sinner e sua equipe, que cooperaram no processo e as quantidades da substância eram mínimas em ambos os testes.
Entretanto, Denis Shapovalov, Nick Kyrgios, Lucas Pouille e outros jogadores reclamaram que a corte foi tendenciosa e teria protegido o tenista italiano por causa de sua fama e alta classificação.

## Finais significativas

### Grand Slams

#### Simples: 5 (4 vitórias, 1 derrota)
| Resultado | Ano  | Torneio         | Superfíce | Oponente         | Placar                       |
| --------- | ---- | --------------- | --------- | ---------------- | ---------------------------- |
| Vitória   | 2024 | Australian Open | Duro      | Daniil Medvedev  | 3–6, 3–6, 6–4, 6–4, 6–3      |
| Vitória   | 2024 | US Open         | Duro      | Taylor Fritz     | 6–3, 6–4, 7-5                |
| Vitória   | 2025 | Australian Open | Duro      | Alexander Zverev | 6–3, 7–6(7–4), 6–3           |
| Derrota   | 2025 | Roland Garros   | Saibro    | Carlos Alcaraz   | 6-4, 7-64, 4–6, 63-7, 62-710 |
| Vitória   | 2025 | Wimbledon       | Grama     | Carlos Alcaraz   | 4-6, 6–4, 6-4, 6-4           |

### Masters 1000

#### Simples: 3 (1 vitória, 2 vices)
| Resultado | Ano  | Torneio     | Superfíce | Oponente        | Placar        |
| --------- | ---- | ----------- | --------- | --------------- | ------------- |
| Derrota   | 2021 | Miami Open  | Duro      | Hubert Hurkacz  | 6–7(4–7), 4–6 |
| Derrota   | 2023 | Miami Open  | Duro      | Daniil Medvedev | 5–7, 3–6      |
| Vitória   | 2023 | Canadá Open | Duro      | Alex de Minaur  | 6–4, 6–1      |

## Finais ATP

### Simples: 11 (5 títulos, 1 vice)
| Legenda                           |
| --------------------------------- |
| Grand Slam (1-0)                  |
| ATP World Tour Finals (0–1)       |
| ATP World Tour Masters 1000 (1–2) |
| ATP World Tour 500 Series (4–1)   |
| ATP World Tour 250 Series (4–0)   |

| Títulos por superfície |
| ---------------------- |
| Duro (5–1)             |
| Saibro (0–0)           |
| Grama (0–0)            |

| Títulos por configuração |
| ------------------------ |
| Outdoor (2–1)            |
| Indoor (3–0)             |

| Result  | V–D | Data     | Torneio                          | Tipo         | Superfície | Oponente           | Placar             |
| ------- | --- | -------- | -------------------------------- | ------------ | ---------- | ------------------ | ------------------ |
| Vitória | 1–0 | Nov 2020 | Sofia Open, Bulgária             | 250 Series   | Duro (i)   | Vasek Pospisil     | 6–4, 3–6, 7–6(7–3) |
| Vitória | 2–0 | Fev 2021 | Great Ocean Road Open, Austrália | 250 Series   | Duro       | Stefano Travaglia  | 7–6(7–4), 6–4      |
| Derrota | 2–1 | Abr 2021 | Miami Open, Estados Unidos       | Masters 1000 | Duro       | Hubert Hurkacz     | 6–7(4–7), 4–6      |
| Vitória | 3–1 | Jul 2021 | Washington Open, Estados Unidos  | 500 Series   | Duro       | Mackenzie McDonald | 7–5, 4–6, 7–5      |
| Vitória | 4–1 | Out 2021 | Sofia Open, Bulgária (2)         | 250 Series   | Duro (i)   | Gaël Monfils       | 6–3, 6–4           |
| Vitória | 5–1 | Out 2021 | European Open, Bélgica           | 250 Series   | Duro (i)   | Diego Schwartzman  | 6–2, 6–2           |

### Duplas: 1 (1 título)
| Legenda                      |
| ---------------------------- |
| Grand Slam tournaments (0–0) |
| ATP Finals (0–0)             |
| ATP Tour Masters 1000 (0–0)  |
| ATP Tour 500 Series (0–0)    |
| ATP Tour 250 Series (1–0)    |

| Finais por superfície |
| --------------------- |
| Duro (1–0)            |
| Saibro (0–0)          |
| Grama (0–0)           |

| Finais por configuração |
| ----------------------- |
| Outdoor (1–0)           |
| Indoor (0–0)            |

| Resultado | V–D | Date     | Torneio                      | Tipo       | Superfície | Parceiro      | Oppnentes                     | Placar                |
| --------- | --- | -------- | ---------------------------- | ---------- | ---------- | ------------- | ----------------------------- | --------------------- |
| Vitória   | 1–0 | Jul 2021 | Atlanta Open, Estados Unidos | 250 Series | Duro       | Reilly Opelka | Steve Johnson Jordan Thompson | 6–4, 6–7(6–8), [10–3] |

## Finais ATP Next Generation

### Simples: 1 (1 título)
| Resultado | Data     | Torneio                            | Superfície | Oponente       | Placar        |
| --------- | -------- | ---------------------------------- | ---------- | -------------- | ------------- |
| Vitória   | Nov 2019 | Next Generation ATP Finals, Itália | Duro (i)   | Alex de Minaur | 4–2, 4–1, 4–2 |

## Outras finais

### Finais ATP Challengers e ITF Futures

#### Simples: 7 (5 títulos, 2 vices)
| Legenda               |
| ATP Challengers (3–1) |
| ITF Futures (2–1)     |

| Títulos por Piso |
| ---------------- |
| Duro (4–0)       |
| Saibro (1–2)     |
| Grama (0–0)      |
| Carpete (0–0)    |

| Resultado | V–D | Data     | Torneio                    | Categoria  | Superfície | Oponente          | Placar        |
| --------- | --- | -------- | -------------------------- | ---------- | ---------- | ----------------- | ------------- |
| Derrota   | 0–1 | Ago 2018 | Santa Cristina F23, Itália | Futures    | Saibro     | Peter Heller      | 1–6, 3–6      |
| Vitória   | 1–1 | Fev 2019 | Bergamo, Itália            | Challenger | Duro (i)   | Roberto Marcora   | 6–3, 6–1      |
| Vitória   | 2–1 | Mar 2019 | Trento M25, Itália         | Futures    | Duro (i)   | Jeremy Jahn       | 6–3, 6–4      |
| Vitória   | 3–1 | Mar 2019 | Pula M25, Itália           | Futures    | Saibro     | Andrea Pellegrino | 6–1, 6–1      |
| Derrota   | 3–2 | Mai 2019 | Ostrava, República Checa   | Challenger | Saibro     | Kamil Majchrzak   | 1–6, 0–6      |
| Vitória   | 4–2 | Ago 2019 | Lexington, Estados Unidos  | Challenger | Duro       | Alex Bolt         | 6–4, 3–6, 6–4 |
| Vitória   | 5–2 | Nov 2019 | Ortisei, Itália            | Challenger | Duro (i)   | Sebastian Ofner   | 6–2, 6–4      |

#### Duplas: 1 (1 título)
| Legenda               |
| ATP Challengers (0–0) |
| ITF Futures (1–0)     |

| Títulos por Piso |
| ---------------- |
| Duro (0–0)       |
| Saibro (1–0)     |
| Grama (0–0)      |
| Carpete (0–0)    |

| Resultado | V–D | Data     | Torneio                               | Categoria | Superfície | Parceiro         | Oponentes                    | Placar        |
| --------- | --- | -------- | ------------------------------------- | --------- | ---------- | ---------------- | ---------------------------- | ------------- |
| Vitória   | 1–0 | Ago 2018 | Santa Cristina Valgardena F23, Itália | Futures   | Saibro     | Giacomo Dambrosi | Maxime Mora Nicolò Turchetti | 6–2, 7–6(7–4) |

## Vitórias sobre Top 10 por temporadas
- Sinner possui as seguintes vitórias contra jogadores, que no momento da partida, estavam rankeados no top 10.

| Temporada | 2018 | 2019 | 2020 | 2021 | Total |
| Vitórias  | 0    | 0    | 3    | 1    | 4     |

| #    | Jogador            | Ranking | Torneio                 | Superfície | Rd | Placar              | Ranking Sinner |
| ---- | ------------------ | ------- | ----------------------- | ---------- | -- | ------------------- | -------------- |
| 2020 |                    |         |                         |            |    |                     |                |
| 1.   | David Goffin       | 10      | Rotterdam Open, Holanda | Duro (i)   | 2R | 7–6(9–7), 7–5       | 79             |
| 2.   | Stefanos Tsitsipas | 6       | Italian Open, Itália    | Saibro     | 2R | 6–1, 6–7(9–11), 6–2 | 81             |
| 3.   | Alexander Zverev   | 7       | Roland Garros, França   | Saibro     | 4R | 6–3, 6–3, 4–6, 6–3  | 75             |
| 2021 |                    |         |                         |            |    |                     |                |
| 4.   | Andrey Rublev      | 7       | Barcelona Open, Espanha | Saibro     | QF | 6–2, 7–6(8–6)       | 19             |